# Joan Roig Diggle
Joan Roig Diggle (Barcelona, 12 de mayo de 1917-Santa Coloma de Gramanet, 11 de septiembre de 1936) fue un bachiller español, considerado mártir por la Iglesia católica. Fue beatificado el 7 de noviembre de 2020.La Iglesia católica lo conmemora el 11 de septiembre.

## Biografía
Su padre era Ramón Roig y su madre Maud Diggle Puckering, originaria de Inglaterra. Se formó en el colegio de los Hermanos de La Salle  y el bachillerato lo hizo con los escolapios con la intención de estudiar para ser abogado. Tuvo como profesores a los sacerdotes Ignacio Casanovas y Francisco Carceller Galindo, que serían también mártires y beatos.
La familia de Roig sufrió la pobreza y se vio obligado a mudarse con su familia a la ciudad de Masnou. Para ayudar a solventar los gastos, trabajaba en un almacén de telas y en una fábrica en Barcelona, mientras culminaba sus estudios.
Roig Diggle envió un artículo a la revista Flama el 6 de marzo de 1936 en el que comentaba las últimas elecciones y llamaba a estar «frente a la patria roja, frente a la patria comunista... frente al monstruo de la revolución, frente a la antipatria». Al estallido de la Guerra civil española, apenas cuatro meses después, vio a su padre ir a esconderse en la casa de un hermano mientras el propio Joan se escondía con unos amigos entre el 25 de julio y el 5 de agosto antes de decidir volver al trabajo y vivir con su madre. Según el archivo vaticano de canonización, temía por el estado de su nación y cada noche agarraba un crucifijo en sus manos pidiendo fuerza para todos los cristianos durante los tiempos inciertos. Recibió permiso el 10 de septiembre de 1936 de su director espiritual para guardar hostias eucarísticas en caso de emergencias para poder distribuirlas a quienes lo necesitaran. Advirtió a su director que iría él mismo a Francia para recibir la Eucaristía si no le daban permiso.

## Ejecución
Al comienzo de la guerra civil española las iglesias de Barcelona estaban cerradas o destruidas por la persecución religiosa y no era posible ir a misa. El padre Llumá, quien era director espiritual de Roig Diggle, entregó al joven una reserva eucarística para las casas de cristianos particulares. En una de las visitas que realizó a una familia de apellido Rosés, el mismo día en que fue asesinado, dijo: «nada temo, llevo conmigo al Amo». Horas después, los milicianos fueron a buscarle a su casa, el 10 de septiembre de 1936. Sabiendo el destino que le esperaba, abrazó a su madre y se despidió de ella en inglés: «God is with me» («Dios está conmigo»). Sus captores, que pertenecían a las juventudes libertarias de Badalona, le llevaron junto al cementerio nuevo de Santa Coloma de Gramanet. Le permitieron decir unas últimas palabras, que fueron: «que Dios os perdone como yo os perdono».
Murió cerca del amanecer del 11 de septiembre tras recibir cinco disparos en el pecho y uno en la cabeza. Los restos de Roig fueron encontrados en 1938 y enterrados en una capilla de Sant Pere del Masnou.

## Beatificación
La beatificación se celebró en Barcelona el 7 de noviembre de 2020 en la Basílica de la Sagrada Familia, en una ceremonia oficiada por el cardenal Juan José Omella, arzobispo de Barcelona.